# Anna Tatischwili
Anna Tatischwili (georgisch ანა ტატიშვილი; * 3. Februar 1990 in Tiflis) ist eine ehemalige georgische Tennisspielerin, die seit 2014 für die Vereinigten Staaten antrat.

## Karriere
Anna Tatischwili begann mit vier Jahren mit dem Tennisspielen. Als große Nachwuchshoffnung zog sie im Alter von 13 Jahren mit ihrer Familie nach Boca Raton, Florida, um an der Tennisschule von Chris Evert zu trainieren.
2005 wurde Tatischwili Profispielerin. Kurz nach ihrem 16. Geburtstag gab sie in Miami ihr Debüt auf der WTA Tour, ihr erstes Match verlor sie nur knapp. In den folgenden Jahren kletterte sie im Ranking kontinuierlich nach oben.
2011 gelang Tatischwili der Durchbruch. Sie erreichte bei den French Open erstmals das Hauptfeld eines Grand-Slam-Turniers (sie verlor ihre Erstrundenbegegnung gegen Marion Bartoli mit 6:1, 2:6, 1:6), erreichte die zweite Runde in Miami und die dritte Runde in Charleston. In Wimbledon unterlag sie in der zweiten Runde der an Position 19 gesetzten Yanina Wickmayer mit 6:3, 4:6, 2:6. Im Sommer gewann sie das $100.000-ITF-Turnier in Cuneo und verbesserte sich auf Platz 83 der Weltrangliste.
Im Mai 2012 stand sie in Budapest zum ersten Mal in ihrer Karriere im Halbfinale eines WTA-Turniers, musste sich aber in zwei Sätzen Sara Errani geschlagen geben. Für Aufmerksamkeit sorgte sie noch einmal bei den US Open, als sie dort ins Achtelfinale vorstieß und gegen die Weltranglistenerste Wiktoryja Asaranka in einem packenden Match mehr Widerstand leistete, als das klare Ergebnis von 2:6, 2:6 vermuten lässt. Nach dem Turnier wurde sie auf Platz 52 der Weltrangliste geführt, ihre Bestmarke erreichte sie im Oktober 2012 mit Position 50.
Für die georgische Fed-Cup-Mannschaft gewann sie zwischen 2009 und 2012 zehn ihrer insgesamt 13 Begegnungen. Seit 2014 spielt sie offiziell für die Vereinigten Staaten, kam aber noch zu keinem Einsatz.
Aufgrund wiederkehrenden Verletzungen gab sie am 26. März 2020 ihr Karriereende bekannt.

## Turniersiege

### Einzel
| Nr. | Datum              | Turnier       | Kategorie    | Belag     | Finalgegnerin    | Ergebnis       |
| --- | ------------------ | ------------- | ------------ | --------- | ---------------- | -------------- |
| 1.  | Juni 2008          | El Paso       | ITF $25.000  | Hartplatz | Lauren Albanese  | 6:4, 6:3       |
| 2.  | Juni 2008          | Boston        | ITF $50.000  | Hartplatz | Chan Chin-wei    | 2:6, 6:1, 6:3  |
| 3.  | Oktober 2008       | Troy          | ITF $50.000  | Hartplatz | Georgie Gent     | 7:64, 6:4      |
| 4.  | Juni 2009          | Kristinehamn  | ITF $25.000  | Sand      | Réka Luca Jani   | 6:1, 7:5       |
| 5.  | Mai 2010           | Grado         | ITF $25.000  | Sand      | Ana Jovanović    | 6:73, 6:3, 6:4 |
| 6.  | Juli 2011          | Cuneo         | ITF $100.000 | Sand      | Arantxa Rus      | 6:4, 6:3       |
| 7.  | 13. Oktober 2013   | Macon         | ITF $25.000  | Hartplatz | Ajla Tomljanović | 6:2, 1:6, 7:5  |
| 8.  | 27. Oktober 2013   | Florence      | ITF $25.000  | Hartplatz | Madison Brengle  | 6:2, 4:6, 6:4  |
| 9.  | 3. November 2013   | New Braunfels | ITF $50.000  | Hartplatz | Eliza Kostowa    | 6:4, 6:4       |
| 10. | 26. Januar 2014    | Daytona Beach | ITF $25.000  | Sand      | Allie Klick      | 6:1, 6:3       |
| 11. | 21. September 2014 | Albuquerque   | ITF $75.000  | Hartplatz | Irina Falconi    | 6:2, 6:4       |

### Doppel
| Nr. | Datum            | Turnier        | Kategorie         | Belag             | Partnerin          | Finalgegnerinnen                  | Ergebnis          |
| --- | ---------------- | -------------- | ----------------- | ----------------- | ------------------ | --------------------------------- | ----------------- |
| 1.  | Mai 2008         | Raleigh        | ITF $25.000       | Sand              | Kimberly Couts     | Stefania Boffa Nicole Rottmann    | 6:3, 6:4          |
| 2.  | Oktober 2009     | Kansas City    | ITF $50.000       | Hartplatz         | Lilia Osterloh     | Julia Boserup Laura Granville     | 6:0, 6:3          |
| 3.  | November 2009    | Rock Hill      | ITF $25.000       | Hartplatz         | Sharon Fichman     | Lauren Albanese Jamie Hampton     | 7:65, 4:6, [10:3] |
| 4.  | Februar 2011     | Midland        | ITF $100.000      | Hartplatz (Halle) | Jamie Hampton      | Irina Falconi Alison Riske        | kampflos          |
| 5.  | 5. Juli 2013     | Versmold       | ITF $50.000       | Sand              | Sopia Schapatawa   | Claire Feuerstein Renata Voráčová | 6:4, 6:4          |
| 6.  | 3. November 2013 | New Braunfels  | ITF $50.000       | Hartplatz         | Coco Vandeweghe    | Asia Muhammad Taylor Townsend     | 3:6, 6:3, [13:11] |
| 7.  | 16. Februar 2014 | Midland        | ITF $100.000      | Hartplatz (Halle) | Heather Watson     | Sharon Fichman Maria Sanchez      | 7:5, 5:7, [10:6]  |
| 8.  | 12. Oktober 2014 | Linz           | WTA International | Hartplatz (Halle) | Ioana Raluca Olaru | Annika Beck Caroline Garcia       | 6:2, 6:1          |
| 9.  | 9. November 2014 | Captiva Island | ITF $50.000       | Hartplatz         | Gabriela Dabrowski | Asia Muhammad Maria Sanchez       | 6:3, 6:3          |

## Abschneiden bei Grand-Slam-Turnieren

### Einzel
| Turnier         | 2007 | 2008 | 2009 | 2010 | 2011 | 2012 | 2013 | 2014 | 2015 | 2016 | 2017 | 2018 | 2019 | Karriere |
| --------------- | ---- | ---- | ---- | ---- | ---- | ---- | ---- | ---- | ---- | ---- | ---- | ---- | ---- | -------- |
| Australian Open | —    | —    | Q1   | Q1   | Q2   | 2    | 1    | 1    | 2    | 1    | 1    | —    | —    | 2        |
| French Open     | —    | —    | Q2   | Q2   | 1    | 1    | 1    | 1    | Q2   | Q1   | —    | —    | 1    | 1        |
| Wimbledon       | —    | —    | Q1   | Q1   | 2    | 2    | 1    | 1    | Q3   | 1    | —    | —    | —    | 2        |
| US Open         | Q1   | Q1   | Q3   | Q3   | 1    | AF   | 1    | Q1   | 2    | —    | —    | —    | —    | AF       |

Zeichenerklärung: S = Turniersieg; F, HF, VF, AF = Einzug ins Finale / Halbfinale / Viertelfinale / Achtelfinale; 1, 2, 3 = Ausscheiden in der 1. / 2. / 3. Hauptrunde; Q1, Q2, Q3 = Ausscheiden in der 1. / 2. / 3. Runde der Qualifikation; n. a. = nicht ausgetragen

### Doppel
| Turnier         | 2011 | 2012 | 2013 | 2014 | 2015 | Karriere |
| --------------- | ---- | ---- | ---- | ---- | ---- | -------- |
| Australian Open | —    | 1    | 1    | —    | 1    | 1        |
| French Open     | —    | 1    | 2    | —    | —    | 2        |
| Wimbledon       | —    | 1    | 1    | 1    | —    | 1        |
| US Open         | AF   | 1    | —    | 1    | 1    | AF       |